# Agulla Cadier
L'Agulla Cadier és un cim de 3.022 m d'altitud, amb una prominència de 27 m, que es troba a la cresta nord del pic de Frondella, al massís de Balaitús, a la província d'Osca (Aragó).